# Campionato balcanico maschile di pallacanestro 1960
Il 2º Campionato Balcanico Maschile di Pallacanestro, si è disputato a Sofia, in Bulgaria, tra il 15 e il 19 giugno 1960.

## Risultati
|    | Nazionale  | G | V | P | PF  | PS  | Diff. |
| -- | ---------- | - | - | - | --- | --- | ----- |
| 1  | Bulgaria   | 4 | 4 | 0 | 255 | 188 | +67   |
| 2. | Jugoslavia | 4 | 3 | 1 | 320 | 238 | +82   |
| 3. | Romania    | 4 | 2 | 2 | 295 | 231 | +64   |
| 4. | Turchia    | 4 | 1 | 3 | 211 | 296 | -85   |
| 5. | Albania    | 4 | 0 | 4 | 113 | 241 | -128  |

## Classifica finale
| -  | Paese      | Formazione |
| -- | ---------- | ---------- |
|    | Bulgaria   |            |
|    | Jugoslavia |            |
|    | Romania    |            |
| 4. | Turchia    |            |
| 5. | Albania    |            |